# HFL Stratos
HFL Stratos bezeichnet eine Reihe von einsitzigen Ultraleichtflugzeugen der deutschen HFL Leichtflugzeugbau GmbH in Lüneburg.

## Geschichte
Georg Blech, Manfred Kleimann und Konrad Herz waren Anfang der 1970er Jahre als Mitglieder der Akademischen Fliegergruppe Berlin am Bau der B12 beteiligt. Nach Abschluss des Studiums gründeten sie mit Unterstützung des Ministeriums für Forschung und Technologie die HFL Leichtflugzeugbau GmbH. Im Jahr 1984 war der Bau des Ultraleichtflugzeugs „Stratos“ abgeschlossen, das 1985 auf der Aero in Friedrichshafen ausgestellt wurde und im August desselben Jahres in Oshkosh für Entwurf und Bauausführung zwei Preise der Experimental Aircraft Association erhielt. Zum Jahreswechsel 1985/1986 folgte dessen Weiterentwicklung zur Stratos II, die schließlich unter Mitarbeit von Ulrich Horn 1988 zu den Versionen Stratos 300 und 300 K (mit Störklappen) führte.
Mit einer Stratos 300 gewann Ivo Amic die deutschen UL-Meisterschaften 1990.

## Konstruktion
Der freitragende Schulterdecker mit Rechtecktragfläche wurde gemäß den Betriebstüchtigkeitsforderungen für Ultraleichtflugzeuge des DAeC (BFU, Ausgabe 10/84) entwickelt. Die Seitenleitwerke des Doppelleitwerksträgers sind mit einem dazwischenliegenden Höhenleitwerk verbunden. Durch eine patentierte Konstruktion können die Außenflügel demontiert und unter der Innentragfläche am Rumpf in Doppeldeckerkonfiguration installiert werden.
Tragflächen und Leitwerksträger sind in Halbschalen-Sandwichbauweise aus Kohlenstofffasern gefertigt, beim Seitenleitwerk werden auch Aramidfasern verwendet. Die Tragfläche ist mit dem Hochauftriebsprofil Wortmann FX 63-137 profiliert. Am Ende des mit Dacron bespannten Stahlrohrfachwerkrumpfes ist unter einer Cowling ein Zweitakt-Sternmotor von König angebracht, der in Druckpropellerkonfiguration über einen Zahnriemen auf einen vierflügligen Propeller wirkt, der optional als Klapppropeller erhältlich war. Das Bugradfahrwerk ist gefedert.
Die Weiterentwicklung Stratos 300 wurde nahezu komplett in Faserverbundbauweise gebaut. Das Cockpit mit nach rechts klappender Acrylglas-Haube ähnelt dem eines Segelflugzeugs, die Hauptfahrwerksschwinge bilden Kohlenstofffaser-Rovings. Eine Version Stratos 300 K mit Störklappen auf der Tragflächenoberseite ist leichter zu landen, da das Flugzeug durch deren Nutzung nicht mehr so lang im Bodeneffekt schwebt. Die zweisitzige Stratos 400 war in Planung, ebenso ein Motorsegler, von dem 1990 auf der ILA in Hannover ein Mock-up ausgestellt wurde.
Alle Versionen sind mit einem Gesamtrettungsgerät ausgerüstet.

## Technische Daten
| Kenngröße              | Daten Stratos II        | Daten Stratos 300       |
| ---------------------- | ----------------------- | ----------------------- |
| Besatzung              | 1                       | 1                       |
| Länge                  | 6,60 m                  | 6,30 m                  |
| Spannweite             | 13,60 m                 | 12,60 m                 |
| Flügelfläche           | 15 m²                   | 13,86 m²                |
| Streckung              | 12,3                    | 11,5                    |
| Flügelprofil           | Wortmann FX 63-137      | Wortmann FX 63-137      |
| Gleitzahl              | 23                      | 25                      |
| Leermasse              | 155 kg                  | 170 kg                  |
| max. Startmasse        | 280 kg                  | 300 kg                  |
| Flächenbelastung       | 18,7 kg/m²              | 21,6 kg/m²              |
| Antrieb                | ein König SD 570, 21 kW | ein König SC 430, 18 kW |
| Tankinhalt             |                         | 32 l                    |
| Mindestgeschwindigkeit | 45 km/h                 | 45 km/h                 |
| Manövergeschwindigkeit | 92 km/h                 | 92 km/h                 |
| Höchstgeschwindigkeit  | 117 km/h                | 117 km/h                |
| Steiggeschwindigkeit   | 2,5 m/s                 | 2,5 m/s                 |
| Reichweite             | 400 km                  | 400 km                  |